# William Vainqueur
William Vainqueur (Neuilly-sur-Marne, 19 de noviembre de 1988) es un futbolista francés que juega en la demarcación de centrocampista.

## Biografía

### Juvenil
Vainqueur empezó a jugar al fútbol con ocho años en el Noisy-le-Grand FC. Tras un año, el parisino volvió a su ciudad natal, donde terminó de formarse con el Bussy-Saint-Georges FC. Más tarde, ya con catorce años, el FC Nantes se hizo con sus servicios. Terminó su formación con el club en mayo de 2007, momento en el que firmó un contrato con el primer equipo.

### FC Nantes
Tras hacer un gran progreso en la cantera del Nantes, Vainqueur hizo su debut como futbolista profesional en la temporada 2006-2007.

### Standard de Lieja
En agosto de 2011, fue traspasdo al Standard de Lieja tras firmar un contrato de cinco años con el club belga.

### Dínamo de Moscú
El 27 de junio de 2014, el Dínamo de Moscú anunció el fichaje de Vainqueur a largo plazo.

### AS Roma
El 31 de agosto de 2015, fue traspasado a la AS Roma.

### Olympique Marsella
En agosto de 2016, el Olympique de Marsella logró su cesión por una temporada.

### Antalyaspor
El 4 de septiembre de 2017, el Antalyaspor fichó al jugador para las siguientes tres temporadas.

### AS Monaco
El 9 de enero de 2019, el jugador fue cedido al AS Monaco hasta final de temporada; sin embargo, no superó los exámenes médicos y regresaría al club turco. A pesar de ello, y ante las ganas y motivación del jugador por jugar en el conjunto monegasco, al día siguiente el club cambió de opinión e hizo oficial la llegada del jugador tal y como estaba previsto.

### Toulouse FC
El 25 de junio de 2019, el Toulouse FC hizo oficial su incorporación como cedido por una temporada.

## Clubes
| Club                        | País    | Año       | Partidos | Goles |
| --------------------------- | ------- | --------- | -------- | ----- |
| F. C. Nantes                | Francia | 2006-2011 | 100      | 1     |
| Standard de Lieja           | Bélgica | 2011-2014 | 110      | 6     |
| Dínamo de Moscú             | Rusia   | 2014-2015 | 42       | 3     |
| A. S. Roma                  | Italia  | 2015-2016 | 21       | 0     |
| Olympique de Marsella       | Francia | 2016-2017 | 33       | 0     |
| Antalyaspor                 | Turquía | 2017-2019 | 29       | 0     |
| A. S. Mónaco F. C. (cedido) | Mónaco  | 2019      | 4        | 0     |
| Toulouse F. C. (cedido)     | Francia | 2019-2020 | 22       | 0     |